# オールド・タウン駅 (スタテンアイランド鉄道)
オールド・タウン駅（オールド・タウンえき、英語: Old Town）は、スタテンアイランドのオールド・タウンにあるスタテンアイランド鉄道の駅である。

## 駅構造
| P ホーム階 | 相対式ホーム、右側ドアが開く | 相対式ホーム、右側ドアが開く                                  |
| P ホーム階 | 南行                         | ← トッテンヴィル駅ゆき（ドンガン・ヒルズ駅） ← 急行列車：通過 |
| P ホーム階 | 北行                         | → セント・ジョージ駅ゆき（グラスミア駅）→ 急行列車：通過 →    |
| P ホーム階 | 相対式ホーム、右側ドアが開く |                                                               |
| G          | 地上階                       | 出入口                                                        |

盛土の上に位置し、ホームは2つの相対式ホームで、横にはオレンジ色の屋根、壁が設置してある。駅の南口はオールド・タウン・ロードへ、北口はドーソン・プレイス、オレゴン・ロードへ通じている。